# Sécurité semencière
 (août 2025).

Mains d'une femme exposant des semences de niébé au Sénégal, capturée par Océane Cobelli en 2020

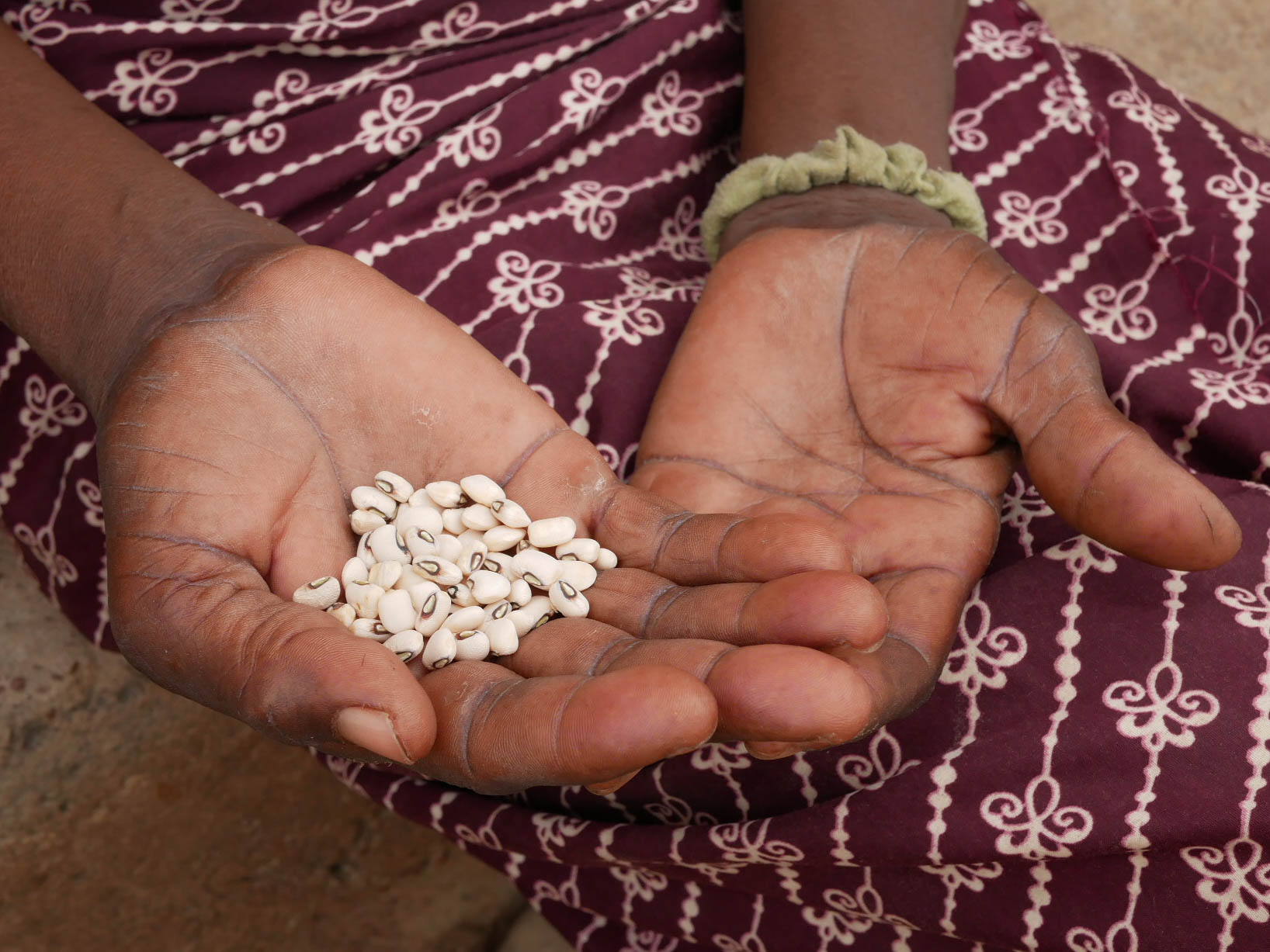
Mains d'une femme exposant des semences de niébé au Burkina Faso, capturée par Morgane Leclercq en 2019

La sécurité semencière se réfère à la situation dans laquelle les agriculteurs et agricultrices disposent, au moment des semis, d'un accès durable à une quantité suffisante de semences de bonne qualité adaptées à leurs préférences. Les foyers en situation de sécurité semencière savent qu'ils obtiendront à temps les semences et le matériel de plantations nécessaires pour cultiver leurs champs. Cela inclut leur résilience face à d'éventuelles bouleversements, telles que des sécheresses et des inondations, des perturbations des chaînes d'approvisionnement, une instabilité économique ou une guerre.
Selon la définition élaborée par l'Organisation des Nations Unies pour l'Alimentation et l'Agriculture (FAO), la sécurité semencière existe lorsque « les hommes et les femmes, au sein d'un ménage, ont, à tout moment, aussi bien en cas de bonne que de mauvaise saison, un accès suffisant à des quantités appropriées de semences et des matériels de plantation de qualité des cultures de variétés préférées ». Les quatre paramètres de la sécurité semencière sont la disponibilité, l'accessibilité, la qualité et l'adéquation.

## Historique
Un an après la Conférence mondiale de l'alimentation de 1996, la FAO organise un atelier international sur la sécurité semencière pour la sécurité alimentaire (International Workshop on Seed Security for Food Security). À l'occasion de cet atelier, il est reconnu formellement que la capacité des agricultrices et agriculteurs à sauvegarder et à sécuriser leurs stocks de semences de leurs différentes variétés est d'une importance capitale pour la sécurité alimentaire. Le lien entre entre sécurité semencière et sécurité alimentaire est établi, particulièrement dans les pays où prédomine l'agriculture vivrière.
Le cadre conceptuel de la sécurité semencière est ensuite développé par Tom Remington, dans un rapport soumis en 1998 à l'Agence des États-Unis pour le Développement International (USAID). Ce travail est ensuite affiné, complété et publié dans un article évalué par des pairs publiés par le Catholic Relief Services. L'objectif est alors de développer une méthode d'évaluation pour rendre l'aide humanitaire plus efficace. Le cadre conceptuel de la sécurité semencière vise à aider les acteurs de l'aide humanitaire (les donateurs, les agences humanitaires et les autres parties prenantes) à diagnostiquer et évaluer les besoins en semences des communautés agricoles touchées par des catastrophes.
Le travail sur le cadre conceptuel de la sécurité semencière fut notamment prolongé par Louise Sperling et H. David Cooper, dans un document de référence publié en 2004 à l'occasion d'un atelier organisé par la FAO concernant l'amélioration de l'efficacité et de la durabilité de l'aide en semences. Dans ce rapport, les auteurs proposent une réflexion sur les avantages et limites de ce cadre pour faciliter une action appropriée en matière d'aide semencière. Ils distinguent par ailleurs entre l'insécurité semencière aigu et chronique.
Louise Sperling et Shawn McGuire ont appliqué ce cadre conceptuel de la sécurité semencière pour évaluer pratiquement et concrètement sur le terrain les contraintes vécues par les communautés agricoles dans des situations de forte pression.

## Paramètres[2]
Le cadre conceptuel de la sécurité semencière comporte quatre paramètres : la disponibilité, l'accessibilité, la qualité et l'adéquation. Ces paramètres évoluent au fil du temps et sont interconnectées.

### Disponibilité
La disponibilité en semences fait référence à une quantité physique de semences présente dans une zone donnée, à une distance raisonnable des exploitation, et disponible à temps pour les périodes critiques de semis. Ce paramètre renvoie à la fois à une disponibilité spatiale des semences et à une disponibilité temporelle, en accord avec le calendrier de cultures.

### Accessibilité
L’accès aux semences peut être défini comme la possibilité ou la capacité d’acquérir des semences grâce à un achat comptant, un échange, un troc, un prêt ou l’utilisation de son statut ou de son influence au sein d’un réseau social. Elle dépend de la capacité des individus ou des groupes à disposer de revenus ou d'autres ressources suffisantes pour obtenir des semences appropriées et de leur accès physique à diverses sources de semences.

### Qualité
La qualité des semences est évaluée par un certain nombre d’attributs tels que le taux de germination, la pureté physique, la teneur en humidité et la santé globale des semences. La qualité des semences peut être mesurée de façon objective, mais dépend aussi de la perception qu'en ont les agricultrices et agriculteurs. Les semences de haute qualité doivent être physiquement saines, physiologiquement viables et exemptes de parasites et de maladies.

### Adéquation variétale
L'adéquation se réfère à la possibilité d’obtenir les semences de variétés adaptées et préférées, correspondant aux besoins des agricultrices et agriculteurs. Les caractéristiques souhaitées peuvent varier d’un ménage à un autre, d’une localité à une autre, mais se réfèrent par exemple à l’aspect, au goût, à l’arôme, à la qualité de la cuisson et à la rentabilité obtenus de la culture associée.

## Facteurs d'insécurité semencière
L'insécurité semencière peut être provoquée par des catastrophes naturelles, telles que la sécheresse, les inondations, les tremblements de terre ou les typhons, qui détruisent les champs des agricultrices et agriculteurs, ainsi que leurs autres sources d'approvisionnement en semences. Les conséquences de ces catastrophes sont particulièrement désastreuses dans les pays en développement dans lesquels une grande partie de la population conserve une partie de leur récolte pour assurer leur approvisionnement en semences pour la saison de culture suivante.
L'insécurité semencière peut également être causée par des guerres et des conflits civils. Bien que le droit international humanitaire interdise d’utiliser la famine comme crime de guerre, ce qui inclut une condamnation de la destruction des biens indispensables à la survie des civils, il arrive que les communautés agricoles soient pillées, que leurs champs soient détruits et qu'elles souffrent d’une pénurie de semences à l'approche de la saison des plantations.

## Aide semencière d'urgence
Aujourd'hui, les semences constituent une grande partie de l'aide humanitaire envoyée dans des contextes d'urgence. En complément de l'aide alimentaire, l'aide semencière aide à renouveler les moyens de subsistance des populations affectées par une catastrophe ou un conflit et à restaurer les systèmes agricoles des zones sinistrées.
Pour intervenir efficacement dans les États fragiles, les donateurs, les agences humanitaires et les autres parties prenantes s'efforcent d'évaluer les systèmes semenciers de manière holistique. L'aide semencière d'urgence repose ainsi sur une méthode d'évaluation des systèmes semenciers détaillé par des experts, en anglais Seed Systems Security Assessment (SSSA),.
De plus, des décennies d’expérience pratique en matière d’interventions pour la sécurité semencière ont conduit à l’émergence de dix principes directeurs pour une bonne assistance semencière. Ces principes définissent les meilleures pratiques pour intervenir dans des contextes d'urgence variés. Ils offrent des orientations essentielles afin de garantir des interventions à la fois efficaces et adaptées, de l’évaluation à la mise en œuvre.
Idéalement, l'aide semencière repose sur l'égalité des genres et l'implication des communautés agricoles. Les besoins et les préférences de chaque individu, ainsi que les difficultés d'accès aux marchés, sont étudiées pour concevoir des interventions appropriées. Le choix est laissé libre aux agricultrices et agriculteurs d'accéder à des variétés locales ou modernes, des cultures commerciales indigènes, intermédiaires et modernes.

## Sécurité semencière et droit aux semences
En 2001, des droits ont été accordés aux agricultrices et aux agriculteurs du monde entier, dans un traité international contraignant. À l'article 9 du Traité international sur les ressources phytogénétiques pour l'alimentation et l'agriculture (TIRPAA), les États reconnaissent les droits des agriculteurs suivants : le droit à la protection des connaissances traditionnelles, le droit de participer équitablement au partage des avantages et le droit de participer à la prise de décisions. Ils conviennent que les droits des agriculteurs de conserver, d’utiliser, d’échanger et de vendre des semences de ferme ne devraient pas être entravés.
Les droits des agriculteurs ne coexistent pas parfaitement avec les droits de propriété intellectuelle, puisque ces derniers limitent l'utilisation libre des semences. Ils doivent permettre à l’innovateur d’exclure des tiers des actes relatifs à la variété protégée et/ou lui permettre d’obtenir des avantages pour au moins certaines utilisations de l’innovation. Depuis 1968, le système de la Convention internationale pour la protection des obtentions végétales permet ainsi à des sélectionneurs d’obtenir des droits d'obtention sur des variétés distinctes, homogènes et stables (DHS).
Les droits de propriété intellectuelle ont permis à des entreprises, à des universités et à des instituts de recherche d'obtenir la propriété et le contrôle exclusif de ressources, sans reconnaissance, compensation ou protection des contributions des personnes travaillant dans les zones rurales. Cette biopiraterie est dénoncée en Inde par l'activiste indienne Vandana Shiva. En 2014, le Protocole de Nagoya crée un régime d’accès et de partage des avantages dans lequel l'État doit autoriser l’accès à ses ressources à travers des contrats passés entre lui et le demandeur d’accès. Dix ans plus tard, le Traité de l'OMPI sur la propriété intellectuelle relative aux ressources génétiques et aux savoirs traditionnels associés pose des obligations pour renforcer l’efficacité, la transparence et la qualité du système des brevets en ce qui concerne les ressources génétiques et les savoirs traditionnels associés.
Le cadre conceptuel de la sécurité semencière est utile pour concevoir des politiques publiques et des législations adaptées aux enjeux agricoles sociaux et environnementaux, à la fois en situation de crise et en situation normale ; il permet des recherches ancrées dans les réalités des agricultrices et agriculteurs et d'élargir le regard sur le droit semencier national et international. Il facilite l'analyse de cadres juridiques fragmentés, au bénéfice d'une meilleure lisibilité et prédictibilité du droit. Un droit à la sécurité semencière est reconnu à l'article 19.4 dans la Déclaration des Nations Unies sur les droits des paysans et des autres personnes travaillant dans les zones rurales (UNDROP) du 30 octobre 2018.